# پورتالس (نیومکزیکو)
پورتالس (به انگلیسی: Portales) شهری در ایالت نیومکزیکو کشور ایالات متحده آمریکا است که جمعیت آن در سرشماری سال ۲۰۱۰ میلادی، ۱۲٬۲۸۰ نفر بوده‌است.